# Alamiyeh
Alamiyeh (tiếng Ả Rập: العالمية) là một ngôi làng Syria nằm ở phó huyện Ayn Halaqim ở huyện Masyaf, Hama. Theo Cục Thống kê Trung ương Syria (CBS), Alamiyeh có dân số 301 trong cuộc điều tra dân số năm 2004.